# Mary Hawes
Mary Hawes est une informaticienne américaine à l'origine du langage de programmation Cobol.

## Biographie
Mary Hawes travaille avec Grace Hopper sur le langage FLOW-MATIC à Remington Rand.
En mars 1959, elle est responsable de la planification des produits de la division Electro Data à Burroughs Corporation. À une conférence à San Francisco, elle affirme qu'il est temps de créer un langage informatique commun aux entreprises,.
Le mois suivant, Grace Hopper organise une réunion de travail sur le sujet à l'université de Pennsylvanie, et Hawes, Hopper et leurs collègues se mettent d'accord pour travailler sur un langage commun financé par le département de la Défense des États-Unis. Le groupe de travail final inclut trois femmes : Betty Holberton, Mary Hawes et Jean E. Sammet,.
Hawes est responsable de la sous-équipe chargée d'identifier les problèmes des compileurs commerciaux utilisés à l'époque.